# Johannes Dierauer

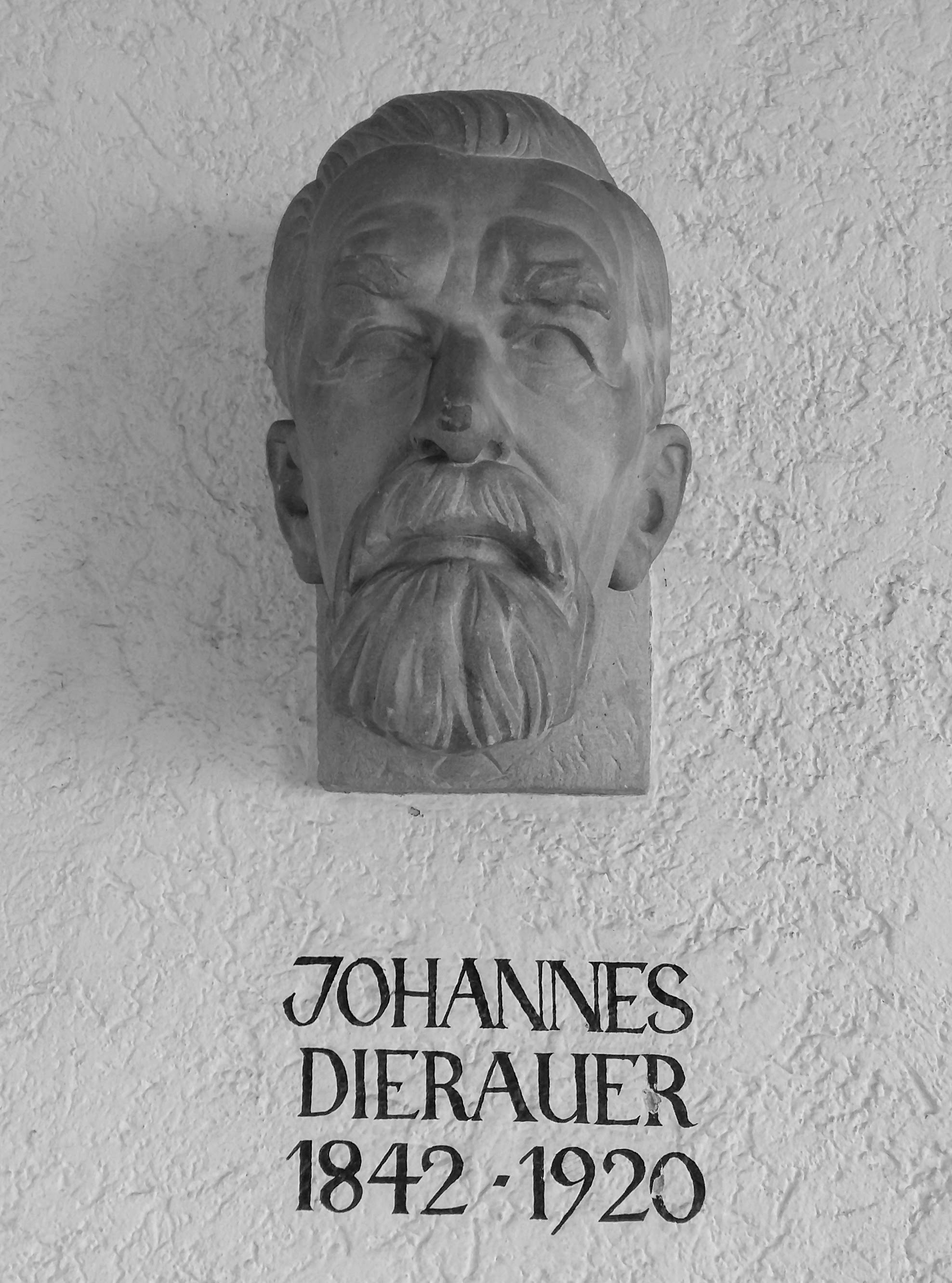
Bildnis im Marktgewölbe des Rathauses von Berneck

Johannes Dierauer (* 20. März 1842 in Berneck SG; † 14. März 1920 in St. Gallen) war ein Schweizer Historiker.

## Leben
Johannes Dierauer wurde als Sohn des Landwirtes Johann Jakob Dierauer und dessen Frau Engelina Hohl in Berneck am 20. März 1842 geboren. Nachdem er an den Universitäten Zürich, Bonn und Paris studiert hatte, wurde er an der erstgenannten Universität 1868 zum Doktor promoviert. Noch im selben Jahr übernahm er eine Professur an der Kantonsschule in St. Gallen, die er bis 1907 innehatte. 1874 wurde er zugleich Leiter der Stadtbibliothek, was er bis zu seinem Tode am 14. März 1920 im Alter von 77 Jahren blieb. Er war mit der aus Oberhelfenschwil stammenden Lisette Brunner verheiratet; sie bekamen zwei Töchter.
Dierauer war Mitarbeiter der Allgemeinen Deutschen Biographie, für die er 18 Artikel verfasste.

## Werke
- Beiträge zu einer kritischen Geschichte Trajans (Zürich 1868)
- Geschichte der Schweizerischen Eidgenossenschaft (fünf Bände; 1887 bis 1917)
- Ernst Götzinger: ein Lebensbild; mit Porträt / Johannes Dierauer. - St. Gallen: Fehr, 1897. Digitalisierte Ausgabe der Universitäts- und Landesbibliothek Düsseldorf

## Ehrungen

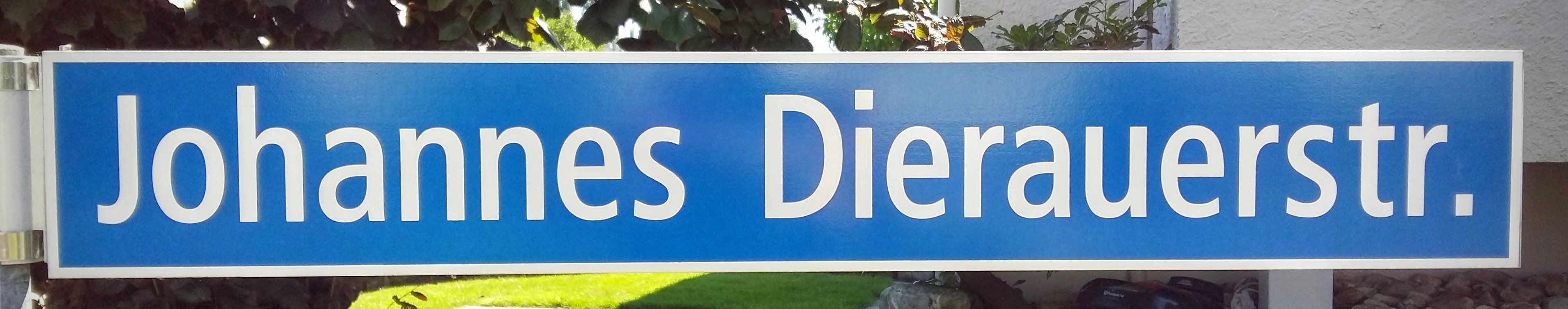
Strassenschild in Berneck

- Sowohl in seinem Heimatort, Berneck im St. Galler Rheintal, als auch in der Stadt St. Gallen wurde eine Strasse nach ihm benannt.